# Mazzola
Mazzola település Franciaországban, Haute-Corse megyében. Lakosainak száma 25 fő (2022. január 1.). Mazzola Alzi, Bustanico, Pianello és Sant’Andréa-di-Bozio községekkel határos.

## Népesség
A település népességének változása:
| Lakosok száma | 61   | 36   | 27   | 25   | 26   | 27   | 28   | 29   | 30   | 25   |
|               | 1968 | 1982 | 1990 | 2006 | 2013 | 2015 | 2017 | 2019 | 2020 | 2022 |